# Киргистан на Светском првенству у атлетици у дворани 2018.
Киргистан је учествовао на 17. Светском првенству у атлетици у дворани 2018. одржаном у Бирмингему од 1. до 4. марта четрнаести пут, односно учествовао је под данашњим именом на свим првенствима од 1993. до данас. Репрезентацију Киргистана представљао је један атлетичар, који се такмичио у трци на 1.500 метара.,
На овом првенству такмичар Киргистана није освојио ниједну медаљу али је оборио лични рекорд.

## Учесници
Мушкарци:
- Михаил Солошенко — 1.500 м

## Резултати

### Мушкарци
| Атлетичар        | Дисциплина | Лични рекорд | Квалификација | Квалификација | Финале               | Финале       | Детаљи |
| Атлетичар        | Дисциплина | Лични рекорд | Резултат      | Место         | Резултат             | Место        | Детаљи |
| ---------------- | ---------- | ------------ | ------------- | ------------- | -------------------- | ------------ | ------ |
| Михаил Солошенко | 1.500 м    | 4:04,83      | 4:05,52       | 4. у гр. 3    | Није се квалификовао | 19 / 19 (24) |        |